# Krzysztof Radziwiłł (1547–1603)
Krzysztof Mikołaj Radziwiłł zw. Piorunem herbu Trąby (ur. 1547, zm. 20 listopada 1603 w Łosośnej) – hetman wielki litewski od 1589, wojewoda wileński od 1584, kasztelan trocki i podkanclerzy litewski od 1579, hetman polny litewski od 1572, podczaszy wielki litewski od 1569, krajczy wielki litewski od 1566, starosta kokenhauski, solecki, żyżmorski, urzędowski, aiński, borysowski, nowomyski.
Syn Mikołaja Radziwiłła zw. Rudym, wojewody wileńskiego i hetmana wielkiego litewskiego. Matką Pioruna była Katarzyna Tomicka. Krzysztof reprezentował linię birżańską Radziwiłłów. Przydomek „Piorun” otrzymał z powodu metody prowadzenia działań wojskowych.

## Wojny inflanckie
W młodości towarzyszył ojcu w czasie odpierania moskiewskiego najazdu w roku 1564 walcząc jako siedemnastolatek w bitwie nad rzeką Ułą podczas wojny litewsko-rosyjskiej 1558–1570. Nieoczekiwanie w wieku zaledwie 25 lat otrzymał nominację na urząd hetmana polnego litewskiego (10 V 1572 r.), co wzbudziło kontrowersje i podejrzenia hetmana wielkiego litewskiego Hrehorego Chodkiewicza, że dokument z nominacją sfałszowano, a nie mógł tego potwierdzić zmarły król Zygmunt August. Jako hetman polny dowodził w czasie wojny polsko-rosyjskiej 1577-1582, kiedy w 1577 car Iwan IV Groźny po raz kolejny zaatakował Inflanty. Radziwiłł z powodu szczupłości sił prowadził tylko działania podjazdowe w rejonie Kokenhausen. W tym czasie Krzysztof Radziwiłł współpracował politycznie z Janem Zamoyskim przeciwko Janowi Chodkiewiczowi i Zborowskim. W marcu 1579 roku przeprowadził rajd niszcząc zamek Kierepeć i pustosząc okolice Dorpatu, odciągając uwagę Iwana Groźnego od głównego celu Batorego jakim był Połock. W 1580 roku odznaczył się w czasie bitwy pod Wielkimi Łukami. W czasie wyprawy króla Stefana Batorego na Psków – i jeszcze w czasie samego oblężenia – dowodził liczącym około 4 tysiące koni zagonem (nazwanym od jego nazwiska „zagonem Radziwiłła”), który wyruszył 5 sierpnia 1581 w celu spowodowania jak największego zamieszania w centrum Rosji, by ta nie mogła skupić sił na oblężeniu.
W dniach 5 sierpnia-22 października jego wojska przebyły 1400 km (od Witebska do Rżewa i Staricy, przez Toropiec i Starą Russę nad jeziorem Ilmeń pod Psków), po drodze tocząc walki m.in. pod Szełowią i Toropcem. W czasie tego rajdu wojska Radziwiłła zagroziły też Staricy, gdzie rezydował sam car. Wydarzenie to opisał Jan Kochanowski w dedykowanym mu poemacie Jezda do Moskwy, ale najważniejszym opisem tego wydarzenia jest dzieło Andrzeja Rymszy (Dziesięćroczna powieść wojennych spraw... zwana też Deketeros Akroama), gdzie autor dokładnie opisał dokonania hetmana. Opis zagonu zawarty jest też w łacińskim poemacie Hodoeporicon Moschicum (Wyprawa moskiewska) Franciszka Gradowskiego.
Przybycie Radziwiłła pod Psków 22 października 1581 wraz ze swym oddziałem wywołało powszechny entuzjazm. Właśnie wtedy zyskał przydomek „Piorun”.

## Życie polityczne
W 1575 roku podpisał elekcję Maksymiliana II Habsburga.
Po pomyślnym zakończeniu wojen z Rosją w 1584 roku otrzymał "po ojcu" tytuł wojewody wileńskiego i został podkanclerzym wielkiego księstwa i w 1589 hetmanem wielkim litewskim. Politycznie związany był z Janem Zamoyskim i wspierał go król Stefan Batory, co umożliwiło mu wygranie politycznej rywalizacji z Chodkiewiczami w Wielkim Księstwie Litewskim. Po śmierci ojca stał się głównym obrońcą dysydentów i innowierców. Podczas zamieszania związanego z podwójną elekcją w roku 1587 z początku stał po stronie Maksymiliana Habsburga, lecz po zwycięstwach Zygmunta Wazy w wojnie (Bitwa pod Byczyną w 1588) przeszedł na stronę Szweda. W 1589 roku był sygnatariuszem ratyfikacji traktatu bytomsko-będzińskiego na sejmie pacyfikacyjnym. Wymógł na Chodkiewiczach obietnicę oddania jego synowi Januszowi za żonę Zofii Olelkowiczówny Słuckiej, spadkobierczyni jednej z największych fortun w Wielkim Księstwie Litewskim, której majątek po jej śmierci przejęli Radziwiłłowie. Doprowadziło to Litwę na skraj wojny domowej, jednak konflikt zażegnano na skutek odstąpienia słabszych Chodkiewiczów.
Jako kalwin był opiekunem różnowierców litewskich, po śmierci Batorego zapewnił im swobodę wyznania, starał się przeszkodzić Unii brzeskiej i zjednoczyć dyzunitów z dysydentami.
Był wybrany prowizorem przez protestancko-prawosławną konfederację wileńską w 1599 roku.

## Wojna polsko-szwedzka (1600–1611)
Razem z Janem Karolem Chodkiewiczem walczył przeciw Szwecji w wojnie polsko-szwedzkiej 1600-1611, a w 1601 pobił 23 czerwca armię szwedzką pod Kokenhausen, gdzie wraz z 3-4 tysiącami wojsk polskich pokonał 5 tysięcy żołnierzy Carla Carlssona Gyllenhielma (nieślubnego syna Karola Sudermańskiego – króla Szwecji). Było to jedno z pierwszych polskich zwycięstw tej wojny przeciw Szwedom, którzy zajęli prawie całe Inflanty poza Rygą. Po nadejściu na Inflanty Jana Zamoyskiego wraz z dwunastotysięczną armią koronną przekazał mu swe wojska i udał się na Litwę.
W 1588 roku ufundował zbór kalwiński w Siemiatyczach.

Pochowany w kościele ewangelicko-reformowanym w Kiejdanach, gdzie zachowała się jego metalowa trumna.

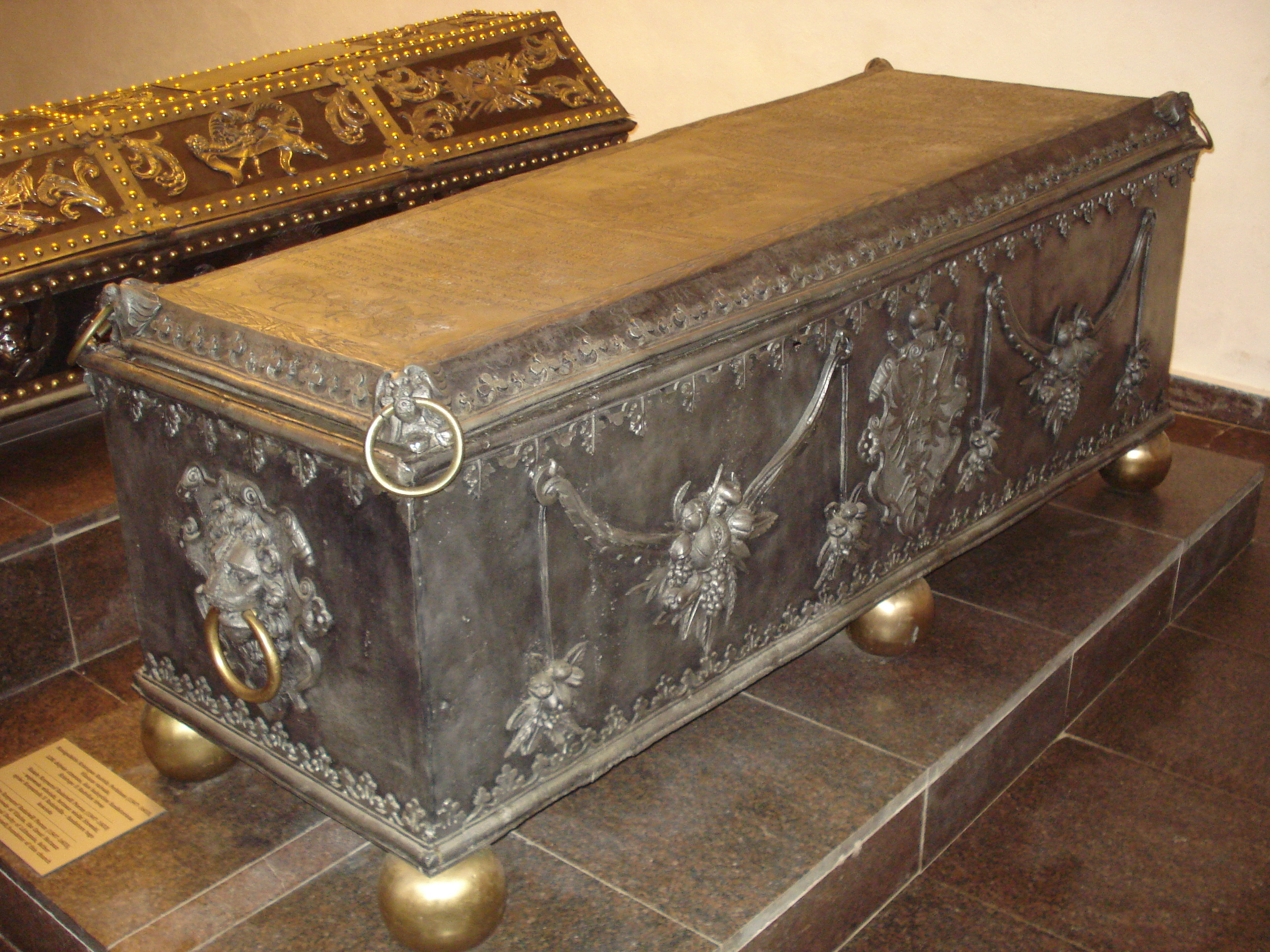
Grób Krzysztofa Radziwiłła w kościele ewangelicko-reformowanym w Kiejdanach
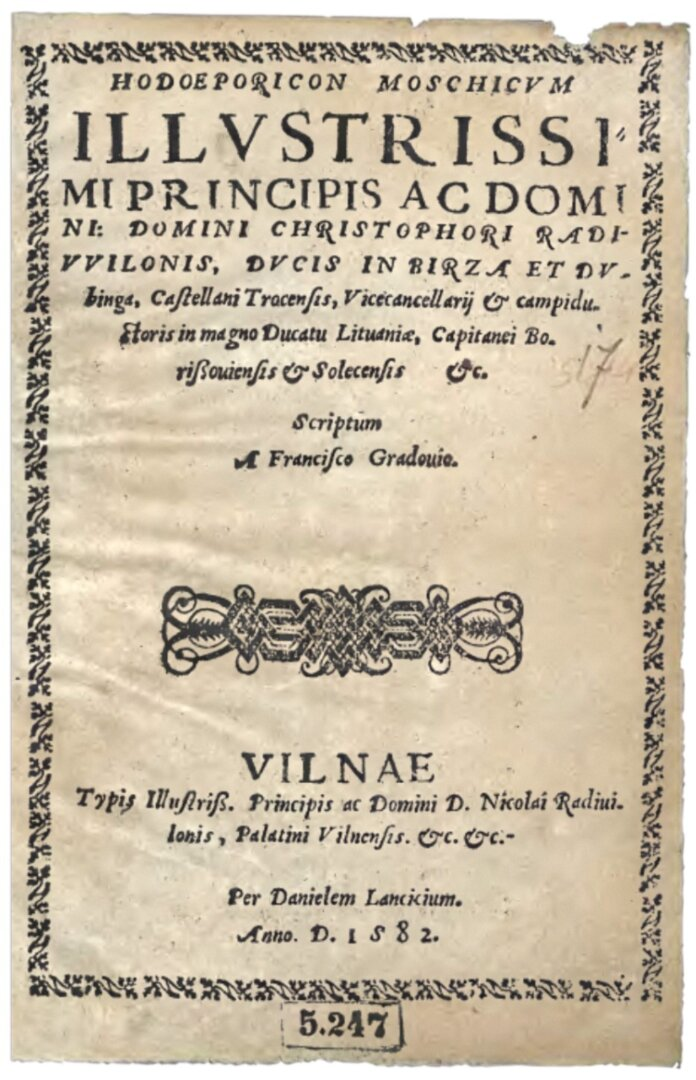
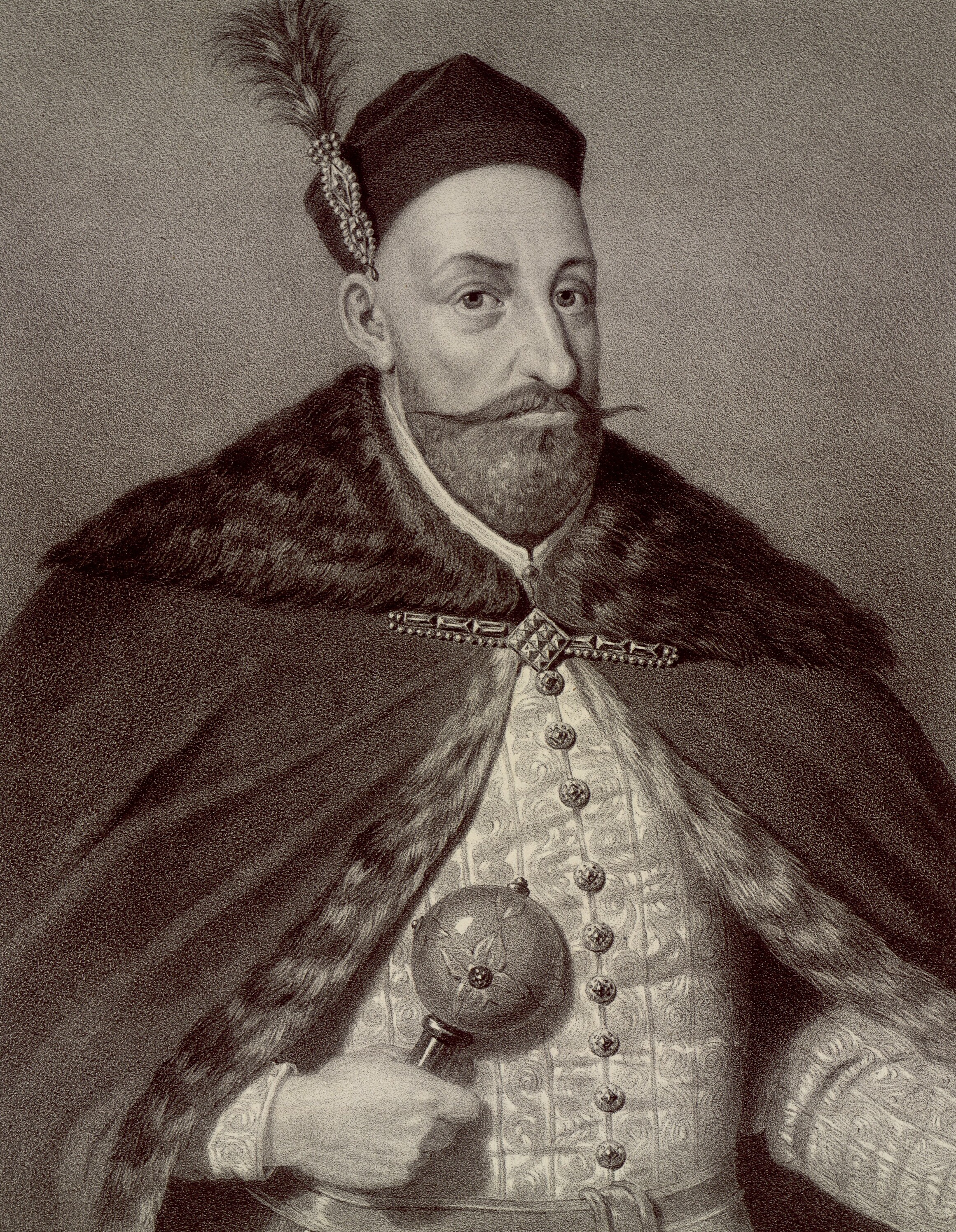
Wyobrażenie z 1860 roku
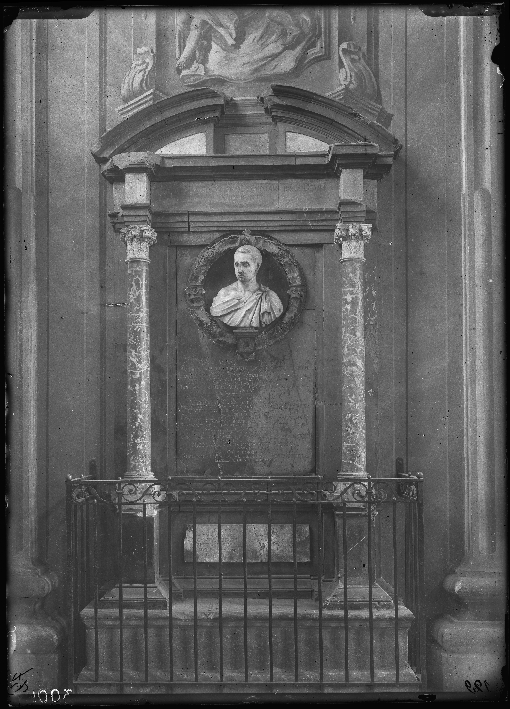
Epitafium z Nieświeża